# L'Appel du sang
L'Appel du sang és una pel·lícula muda dramàtica francesa dirigida per Louis Mercanton el 1919, estrenada el 12 de març de 1920. L'argument es basa en la novel·la Call of the Blood (1906) de Robert Hichens. La pel·lícula destaca per haver-hi debutat a la pantalla l'actor gal·lès Ivor Novello, que es va convertir en una gran estrella a la dècada de 1920.

## Sinopsi
Els nuvis Maurice Delarey i Hermione Lester estan de lluna de mel a Sicília. Quan la dona va al llit d'un amic moribund, en Maurice és portat per un ancià, Émile d'Arbois, a una festa del poble. Allà s'enamora de la Maddalena, filla del pescador Salvatore i germana de Gaspare...

## Repartiment
- Phyllis Neilson-Terry : Hermione Lester
- Desdemona Mazza : Maddalena
- Charles Le Bargy : Émile d'Arbois
- Ivor Novello : Maurice Delarey
- Gabriel de Gravone : Gaspare
- Salvatore Lo Turco : Salvatore

## Remake
- 1948 : Call of the Blood, pel·lícula italo-britànica de Ladislao Vajda i John Clements.